# Anopheles crockeri
Anopheles crockeri är en tvåvingeart som beskrevs av Donald Henry Colless 1955. Anopheles crockeri ingår i släktet Anopheles och familjen stickmyggor. Inga underarter finns listade i Catalogue of Life.